# دستگاه مختصات دائرةالبروجی

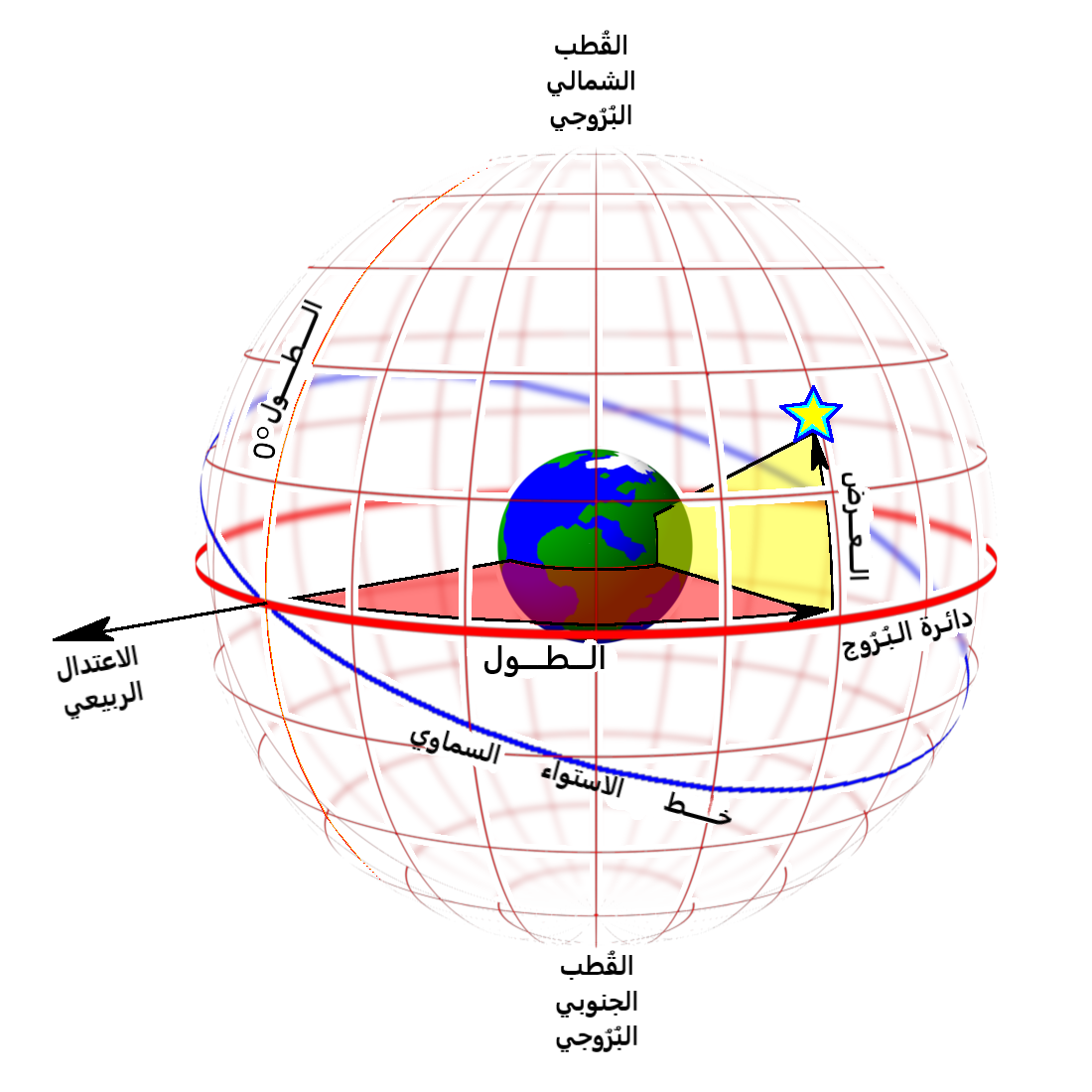
نمودار دایرةالبروج که مسیر خورشید، استوای آن، قطب های زودیاک، طول و عرض جغرافیایی و مسیر اعتدال بهاری را نشان می دهد.

دستگاه مختصات دائرةالبروجی یکی از دستگاه‌های مختصات سماوی که با سیستم مکان‌یابی نقاط یا اجرام آسمانی روی کره سماوی با در نظر گرفتن دایرةالبروج به عنوان صفحه مرجع و با تعیین طول سماوی و عرض سماوی آن نقاط یا اجرام صورت می‌گیرد.
یکی از مختصات آن عرض سماوی (عرض آسمانی) فاصله زاویه‌ای یک جسم آسمانی نسبت به دائرةالبروج است. این اندازه در شمال دائرةالبروج مثبت و در جنوب آن منفی در نظر گرفته می‌شود. عرض آسمانی با نماد β نشان داده می‌شود. عرض آسمان یکی از مختصات دستگاه مختصات دائرةالبروجی است. به عرض آسمانی عرض دائرةالبروجی هم گفته می‌شود.
طول سماوی یا طول آسمانی که با نماد λ نشان داده می‌شود. فاصله زاویه ای در امتداد دایرةالبروج بوده و از اولین نقطه حمل شروع می‌شود. طول سماوی یکی دیگر از مختصات سیستم دایرة البروجی می‌باشد که از صفر تا ۳۶۰ درجه تغییر می‌کند و جهت شمارش نیز از اولین نقطه حمل به سمت شرق می‌باشد. طول سماوی با نام طول دایرةالبروجی هم شناخته می‌شود.